# I Like It (카디 비의 노래)
〈I Like It〉은 카디 비의 노래이다. 빌보드 핫 100 1위를 한 곡이며, 미국 음반 산업 협회(RIAA) 인증 6× 플래티넘 등급을 받은 곡이다.

## 인증
| 국가                               | 인증         | 판매량/출하량 |
| ---------------------------------- | ------------ | ------------- |
| 아르헨티나 (CAPIF)                 | 골드         |               |
| 오스트레일리아 (ARIA)              | 4× 플래티넘  | 280,000       |
| 오스트리아 (IFPI 오스트리아)       | 플래티넘     | 30,000        |
| 벨기에 (BEA)                       | 골드         | 20,000        |
| 캐나다 (뮤직 캐나다)               | 다이아몬드   | 800,000       |
| 덴마크 (IFPI Danmark)              | 플래티넘     | 90,000        |
| 프랑스 (SNEP)                      | 다이아몬드   | 333,333       |
| 독일 (BVMI)                        | 플래티넘     | 400,000       |
| 이탈리아 (FIMI)                    | 2× 플래티넘  | 100,000       |
| 뉴질랜드 (RMNZ)                    | 플래티넘     | 30,000        |
| 노르웨이 (IFPI 노르웨이)           | 플래티넘     | 60,000        |
| 폴란드 (ZPAV)                      | 3× 플래티넘  | 60,000        |
| 포르투갈 (AFP)                     | 2× 플래티넘  | 20,000        |
| 스페인 (PROMUSICAE)                | 2× 플래티넘  | 80,000        |
| 스위스 (IFPI 스위스)               | 2× 플래티넘  | 40,000        |
| 영국 (BPI)                         | 2× 플래티넘  | 1,200,000     |
| 미국 (RIAA)                        | 11× 플래티넘 | 11,000,000    |
| 판매량+스트리밍을 기반으로 한 인증 |              |               |